# Laa an der Thaya
Laa an der Thaya is een gemeente in de Oostenrijkse deelstaat Neder-Oostenrijk, gelegen in het district Mistelbach (MI). De gemeente heeft ongeveer 6100 inwoners.
Laa an der Thaya was vroeger een ommuurde stad maar heeft een ruime straten. Van de middeleeuwse stadsmuur rest enkel een hoektoren (Reckturm). De stad heeft enkele oude, middeleeuwse gebouwen waaronder de burcht, die tot de 19e eeuw in adellijke handen was, de laatromaanse parochiekerk en het Bürgerspital, een 13e-eeuwse kapel die oorspronkelijk een pelgrimshospitaal was.

## Geschiedenis
Laa werd aan het begin van de 13e eeuw uitgebouwd als grensvesting door de adellijke familie Babenberg. Laa kreeg stadsrechten en werd omgeven door een stadsmuur van 2.200 meter lengte. Deze muur was tot 9 meter hoog en was aan de basis 2 meter dik. In de muur waren 3 stadspoorten. In de noordoostelijke hoek van de stad lag de burcht.
In 1428 werd de stad afgebrand in het kader van de Hussietenoorlogen. In 1454 kreeg de stad het privilege om bier buiten de stadsmuren te verkopen en dit om de wederopbouw te bekostigen. In 1525 kreeg de stad van de keizer toelating om de stadsmuur te doorbreken om een watermolen te bouwen.
In de 19e eeuw werden de stadsmuren geslecht en het materiaal werd gebruikt voor de bouw.

## Geografie
Laa an der Thaya heeft een oppervlakte van 72,89 km². Het ligt in het noordoosten van het land, ten noorden van de hoofdstad Wenen en ten zuiden van de grens met Tsjechië. De oude stad wordt in het zuiden en oosten begrensd door de Mühlbach.

## Verkeer en economie
Laa heeft met de Laaer Ostbahn een spoorwegverbinding met Wenen.
In de gemeente bevindt zich de brouwerij Hubertus Bräu, waarvan de geschiedenis teruggaat tot het jaar 1454.
Therme Laa is een modern resort met viersterrenhotel en thermaalbad.

## Geboren in Laa an der Thaya
- Robert Pensch (1881-1940), componist, muziekpedagoog en organist

Altlichtenwarth · Asparn an der Zaya · Bernhardsthal · Bockfließ · Drasenhofen · Falkenstein · Fallbach · Gaubitsch · Gaweinstal · Gnadendorf · Großebersdorf · Großengersdorf · Großharras · Großkrut · Hausbrunn · Herrnbaumgarten · Hochleithen · Kreuttal · Kreuzstetten · Laa an der Thaya · Ladendorf · Mistelbach an der Zaya · Neudorf im Weinviertel · Niederleis · Ottenthal · Pillichsdorf · Poysdorf · Rabensburg · Schrattenberg · Staatz · Stronsdorf · Ulrichskirchen-Schleinbach · Unterstinkenbrunn · Wildendürnbach · Wilfersdorf · Wolkersdorf im Weinviertel
- Gemeinsame Normdatei: 4098880-6
- Library of Congress Control Number: no2011091656
- MusicBrainz: a5434413-2599-40dc-b700-6b4c0a0986f1
- Nationale Bibliotheek van Tsjechië: xx0121243
- Virtual International Authority File: 161056368